# Ilha Modo
A Ilha Modo é uma pequena ilha localizada na Baia de Ganghwa, na costa oeste da Coreia do Sul. É parte de Bukdo myeon, Condado de Ongjin, Cidade Metropolitana de Incheon. A ilha abriga pouco mais de 20 residências.
A ilha também abriga o Parque de Esculturas Baemikkumi, onde estão expostos os trabalhos do escultor Lee Il-ho.